# Marija Gorica (Marija Gorica)
Marija Gorica is een plaats in de gemeente Marija Gorica in de Kroatische provincie Zagreb. De plaats telt 184 inwoners (2001).